# Atletismo nos Jogos Pan-Americanos de 1959 - 60 m feminino
A prova dos 60 m feminino nos Jogos Pan-Americanos de 1959 foi realizada em Chicago, Estados Unidos.

## Medalhistas
| Ouro                                | Prata                            | Bronze                    |
| Isabelle Daniels USA Estados Unidos | Barbara Jones USA Estados Unidos | Carlota Gooden PAN Panamá |

## Resultados
| Posição           | Nome             | Nacionalidade      | Tempo | Notas |
| ----------------- | ---------------- | ------------------ | ----- | ----- |
| Medalha de ouro   | Isabelle Daniels | USA Estados Unidos | 7.4   |       |
| Medalha de prata  | Barbara Jones    | USA Estados Unidos | 7.4   |       |
| Medalha de bronze | Carlota Gooden   | PAN Panamá         | 7.4   |       |